# Majdany (gmina Grabica)
Majdany – wieś w Polsce, położona w województwie łódzkim, w powiecie piotrkowskim, w gminie Grabica.
W latach 1975–1998 miejscowość administracyjnie należała do województwa piotrkowskiego.